# James Patrick Carroll
James Patrick Carroll (* 3. Dezember 1908 in Enmore, Sydney; † 14. Januar 1995 in Darlinghurst, Sydney) war ein australischer römisch-katholischer Geistlicher und langjähriger Weihbischof im Erzbistum Sydney. 
Carroll war das zweite von fünf Kindern des Stiefelknöpfers Edward Carroll und seiner Agnes Catherine, geborene O’Connell. Seine Familie war irischer Herkunft. 
James besuchte die St. Pius’ School in Enmore, anschließend die St. Joseph’s (Christian Brothers) School in Newtown und die Christian Brothers’ High School in Lewisham. Seine Priesterausbildung erhielt er am St. Columba’s Seminary in Springwood und am St. Patrick’s College in Manly. 1930 wurde er an die Päpstliche Lateranuniversität in Rom geschickt, wo er am Irish College studierte. 
Giuseppe Palica, Vizegerent von Rom, weihte ihn am 30. Mai 1931 in der Lateranbasilika zum Priester für das Erzbistum Sydney. Im März 1935 promovierte er an der Päpstliche Universität Gregoriana im Kirchenrecht über die Mess-Stipendien.  
Carroll kehrte mit einer römischen Sicht auf die Dinge nach Australien zurück und wurde Hilfspriester in Balmain, Erskineville und Darlinghurst. 1937 wurde er zum Professor für Philosophie an den Seminaren St. Columba und St. Patrick. 1942 wurde er Hilfsgeistlicher in Chatswood und im Jahr darauf Gemeindepriester in Enmore sowie ab 1959 in Woollahra. 1947 wurde er oberster Richter des Ehegerichts der Erzdiözese Sydney. Papst Pius XII. ernannte ihn 1949 zum Ehrenprälat ernannt. Er begleitete Kardinal Gilroy bei seinen Reisen nach Japan, Indien und den Philippinen. 
Papst Pius XII. ernannte ihn am 6. Januar 1954 zum Titularbischof von Atenia und Weihbischof in Sydney. Bei seiner Ernennung zum Weihbischof beschrieb das Catholic Weekly Carroll als „wahrscheinlich Australiens führende Autorität im Kirchenrecht“ und als Begründer „eines der modernsten Kindergärten des Staates“ in Enmore (1954, 5). Norman Thomas Gilroy, Erzbischof von Sydney, weihte ihn am 24. Februar 1954 in der Saint Mary’s Cathedral zum Bischof. Mitkonsekratoren waren John Francis Norton, Bischof von Bathurst, und Patrick Francis Lyons, Weihbischof in Sydney. Papst Paul VI. ernannte ihn am 15. Oktober 1965 zum Titularerzbischof von Amasea. Diese Rangerhöhung ist für einen Weihbischof ungewöhnlich und it als Ehrung zu verstehen. Papst Johannes Paul II. nahm am 23. Juli 1984 seinen Rücktritt als Weihbischof an und er gab auch sein Amt als Bischofsvikar für Bildung ab. Er und Thomas William Muldoon, der nach ihm geweiht, aber vor ihm in Ruhestand versetzt wurde, waren die ersten Weihbischöfe in Sydney der in den Ruhestand ging und nicht Bischof in einer Diözese in Australien wurden.
Carrol nahm an der zweiten, dritten und vierten Sitzungsperiode des Zweiten Vatikanischen Konzils als Konzilsvater teil.